# Cabannina
La cabannina è una razza bovina autoctona ligure, che deve il suo nome alla zona di Cabanne, paese frazione di Rezzoaglio in val d'Aveto (provincia di Genova), da cui trae origine.
È considerata attualmente una razza in via d'estinzione, visto il ridotto numero di capi presenti (OLTRE 700).
Modellatasi sulle asperità del territorio ligure rispecchia anche nella morfologia questi adattamenti, presentando taglia ridotta e notevole agilità, nonché spiccate doti di rusticità e frugalità.
Il colore del mantello è bruno intenso uniforme, con la presenza della caratteristica riga mulina chiara lungo la linea dorsale.
Dal punto di vista produttivo è considerato un animale a duplice attitudine, anche se viene allevato prevalentemente per la produzione di latte.
Nel 2008 viene depositato presso la Camera di Commercio di Genova il disciplinare di produzione del formaggio "U Cabanin", unico prodotto derivante dal latte di questa razza bovina. 
Grazie ai semi di toro prelevati in varie riprese, solo alcune aziende hanno potuto garantire la variabilità genetica, evitando la consanguineità e il meticciamento, pochissime hanno selezionato , migliorando le produzioni e la morfologia, ottenendo capi perfettamente corrispondenti allo standard di razza.